# 28 (число)
28 (два́дцять ві́сім) — натуральне число між 27 і 29.

## Наука
- Атомний номер Нікелю.

### Математика
- Число 28 — досконале.
- сьоме щасливе число.
- 228 = 268435456.

## Мистецтво
- «Двадцять вісім» — опера Газізи Жубанової присвячена панфіловцям.

### Кіно
- 28 днів по тому — британський постапоклапстичний фільм 2002 року.
- 28 тижнів по тому — британський постапоклапстичний фільм жахів 2007 року.
- Двадцять вісім панфіловців — російський фільм 2016 року.

## Дати
- 28 рік; 28 рік до н. е.
- 1828 рік
- 1928 рік
- 2028 рік